# Кобенц
Кобенц (нем. Kobenz) — коммуна (нем. Gemeinde) в Австрии, в федеральной земле Штирия. 
Входит в состав округа Мурталь (до 2012 года — Книттельфельд). Население составляет 1835 человек (на 1 января 2013 года). Занимает площадь 17.64 км². Официальный код  —  6 20 11.

## Политическая ситуация
Бургомистр коммуны — Эфа Лайтольд (АНП) по результатам выборов 2010 года.
Совет представителей коммуны (нем. Gemeinderat) состоит из 15 мест.
- АНП занимает 11 мест.
- СДПА занимает 3 места.
- АПС занимает 1 место.